# Adolf Yushkévich
Adolf-Andréi Pávlovich Yushkévich (Ruso:Адо́льф-Андре́й Па́влович Юшке́вич; 15 de julio de 1906 - 17 de julio de 1993) fue un historiador de la ciencia soviético, experto en matemáticas medievales de Oriente y en el trabajo de Leonhard Euler. En 1978 es reconocido por la History of Science Society con la Medalla George Sarton.

## Biografía
Yushkévich  nació en Odesa el 15 de julio de 1906. Su padre, Pável Solomónovich Yushkévich, filósofo y matemático educado en la Sorbona, fue un menchevique deportado en Siberia y más tarde en Francia. Su tío, Semión Solomónovich Yushkévich, fue un escritor judío muy conocido. Adolph P. Yushkévich creció en San Petersburgo y luego en París, donde vivió hasta la Revolución Rusa de 1917. Cuando la familia regresó a Odesa, Adolph fue alumno de Sofía Yanóvskaya durante un tiempo.
En 1923 Yushkévich comenzó sus estudios en el Departamento de Matemáticas de la Universidad Estatal de Moscú, donde se graduó en 1929, siendo Dmitri Egórov su director de tesis doctoral. De 1930 a 1952 trabajó en la Universidad Técnica Estatal Bauman de Moscú donde llegó a profesor en 1940 y jefe del departamento de matemática en 1941. Entre el 1941 y el 1943 fue trasladado, junto con toda la Universidad Técnica Bauman, a Izhevsk. A partir de 1952 se convirtió en un investigador de tiempo completo en el Instituto Vavílov de Historia Natural, donde trabajó hasta su jubilación.
Yushkévich murió en Moscú en 1993, legando su biblioteca personal al Instituto Vavílov.

## Obra y reconocimientos
Yushkévich publicó más de 300 obras sobre historia de la matemática. Por su trabajo recibió numerosos reconocimientos internacionales entre los que se destacan: la medalla George Sarton en 1978, la Medalla Koyré por la Academia Internacional de Historia de la Ciencia en 1971, Premio Kenneth O. May de la Comisión Internacional de la Historia de las Matemáticas en 1989, Premio de la Academia Alemana de Ciencias de Berlín (en dos ocasiones, en 1978 y 1983), y el Premio de la Academia francesa de las Ciencias en 1982. Fue miembro de varias academias internacionales como la Academia Alemana de Ciencias Leopoldina, y presidente de la Academia Internacional de Historia de la Ciencia (1965-1968).